# Thilachium pouponii
Thilachium pouponii är en kaprisväxtart som beskrevs av Aubrev. och Pellegr. Thilachium pouponii ingår i släktet Thilachium och familjen kaprisväxter. Inga underarter finns listade i Catalogue of Life.